# Giovanni Orelli
Giovanni Orelli (Bedretto, 30 ottobre 1928 – Lugano, 3 dicembre 2016) è stato uno scrittore e poeta svizzero in italiano e dialetto bedrettese.

## Biografia
Giovanni Orelli nacque a Bedretto, Svizzera, il 30 ottobre del 1928. Era cugino del poeta e critico Giorgio Orelli. Studiò a Zurigo e alla Cattolica di Milano, dove ottenne la laurea in filologia medioevale e umanistica con Giuseppe Billanovich. Trascorse gran parte della sua vita a Lugano, dove - fino all'età del pensionamento - fu professore nel locale liceo cantonale. La sua carriera letteraria iniziò nel 1965 con il romanzo L'anno della valanga (Premio Veillon).
Nel 1972, con il romanzo La festa del ringraziamento, Orelli fu insignito del Premio Schiller. Nel 1997 ottenne il premio Gottfried Keller per l'insieme della sua opera. Considerato un ottimo prosatore, il docente leventinese percorse anche la via della poesia, sia in lingua che in dialetto (dialetto di Bedretto). Politicamente impegnato, esponente dapprima del Partito socialista autonomo e collaboratore del suo settimanale Politica nuova; aderente al Partito Socialista Svizzero venne eletto e mantenne la funzione di deputato al Gran Consiglio del Canton Ticino per una legislatura, mentre nel quadriennio precedente, pur essendo eletto, dovette rinunciare a causa dell'incompatibilità quale docente cantonale.
Il 17 maggio 2012 a Soletta la Fondazione Schiller gli conferì, assieme a Peter Bichsel, il massimo premio letterario svizzero, il Gran Premio Schiller, per l'insieme della sua produzione letteraria.

## Opere

### Prosa
- L'anno della valanga, introd. di Vittorio Sereni, Milano, Arnoldo Mondadori Editore, 1965 (2ª ed. Bellinzona, Casagrande, 2003).
- Il giuoco del Monopoly, Milano, Mondadori, 1980.
- Un Orto sopra Pontechiasso, con 16 acqueforti di Massimo Cavalli, Ed. Rovio, 1983.
- La festa del ringraziamento, Milano, Mondadori, 1972 (2ª ed. Bellinzona, Casagrande, 1991).
- Il sogno di Walacek, Roma, 66thand2nd, 2011. In passato Torino, Einaudi, 1991 (Solothurner Literaturtage, 1990). Traduzioni in francese (Gallimard, Parigi), tedesco (Limmat-Verlag, Zurigo), e inglese (Dalkey Archive Press, Champaign, IL).
- Il treno delle italiane, Roma, Donzelli, 1995.
- 1937-1997: 60 anni: sessantesimo HCAP, fotogr. di Pino Brioschi, Hockey Club Ambrì-Piotta, HCAP, 1996.
- Pane per Natale, con due interventi di Massimo Cavalli, Flussi, 1998.
- Di una sirena in Parlamento, Bellinzona, Casagrande, 1999.
- Farciámm da Punt a Punt: facezie dell'Alto Ticino, Bellinzona, Messaggi Brevi, 2000, ISBN 88-88179-00-3.
- Gli occhiali di Gionata Lerolieff, Roma, Donzelli, 2000, ISBN 88-7989-560-5.
- Da quaresime lontane, Bellinzona, Casagrande, 2006, ISBN 978-88-7713-454-7.
- Immensee, Bellinzona, Messaggi Brevi, 2008. ISBN 978-88-87278-89-7.
- I mirtilli del Moléson, Torino, Aragno, 2014. ISBN 978-88-8419-694-1.
- Pane per Natale. Racconti, Novara, Interlinea, 2018. ISBN 978-88-6857-219-8

### Poesia
- Sant'Antoni dai padü: poesie in dialetto leventinese, All'Insegna del Pesce d'oro, Milano, Scheiwiller, 1986.
- Concertino per rane, Bellinzona, Casagrande, 1990 (2ª ed. 1993).
- Né timo né maggiorana, Milano, Marcos y Marcos, 1995.
- L'albero di Lutero, Milano, Marcos y Marcos, 1998.
- Quartine per Francesco, con una nota di Pietro De Marchi, Novara, Interlinea, 2004.
- Un eterno imperfetto, Milano, Garzanti, 2006.
- Un  labirinto. Lugano, ADV alla chiara fonte. 2015. ISBN 978-88-7922-117-7.
- L'opera poetica. Inediti, Novara, Interlinea, 2019. ISBN 978-88-6857-178-8